# Marevo (Foča, BiH)
Marevo je naseljeno mjesto u općini Foča, Republika Srpska, BiH. Daytonskim sporazumom podijeljeno je u dva entiteta, pa se u Federaciji BiH nalazi naselje Marevo (Foča-Ustikolina, BiH).
Veći dio današnjeg Mareva u općini Foči nastao je 1962. kad su Hrđavci skupa s Malim i Velikim Marevom i Velešićima spojeni u naselje Marevo (Sl.list NRBiH, br.47/62).

## Stanovništvo
| Narod     | Popis 1961. | Popis 1971. | Popis 1981. | Popis 1991. | Popis 2013. |
| --------- | ----------- | ----------- | ----------- | ----------- | ----------- |
| Hrvati    |             |             |             |             |             |
| Muslimani |             | 369         | 365         | 196         |             |
| Srbi      |             | 23          | 17          | 12          |             |
| ostali    |             | 2           | 1           | 1           |             |
| Ukupno    | 383         | 394         | 383         | 209         | 22          |